# Büssing AG
Pour les articles homonymes, voir Büssing.
La société Büssing AG est un ancien constructeur allemand de camions et d'autobus, créé en 1903 par Heinrich Büssing (1843-1929) dans la ville de Brunswick. L'entreprise est devenue assez rapidement un des plus importants constructeurs allemands de ces spécialités dans les années d'entre-deux-guerres. En 1971, la société est rachetée par son principal concurrent allemand, MAN SE. 

## Histoire

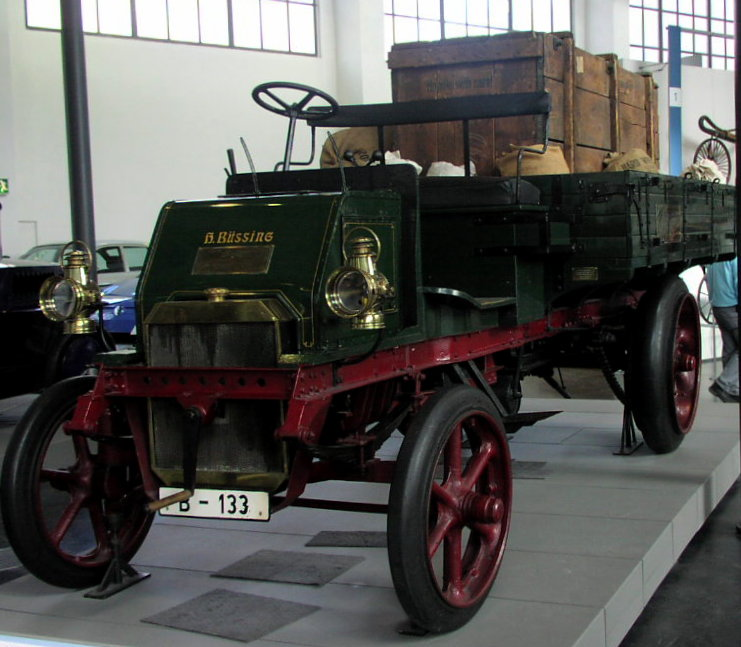
Büssing ZU-550 (Deutsches Museum, Munich).

Le premier camion de la nouvelle société Büssing est présenté le 22 octobre 1903 et est immédiatement surnommé « Graue Katze » (Chat gris). Il dispose d'une charge utile comprise entre 2,5 et 3 tonnes, d'une boîte de vitesses à trois rapports et la transmission aux roues arrière est assurée par une chaîne. 
En 1904, l'entreprise se lance dans la construction de son premier autobus équipé de roues en caoutchouc plein. Pour stimuler les ventes de ses produits, Büssing se lance dans des méthodes commerciales très « innovantes » comme la création d'un service de transport de passagers entre les villes de Brunswick et Wendeburg distantes de quinze kilomètres. 
En 1909, le patron de Büssing, Heinrich Büssing, crée à Berlin la société « zur Förderung von Transportgesellschaft Waren und Gütern », une entreprise spécialisée pour promouvoir le transport de ses produits, avec des véhicules de sa fabrication. Pendant les années juste avant la Première Guerre mondiale, Büssing se distingue avec la construction des premiers camions lourds allemands de l'époque, et produit aussi des tracteurs d'artillerie et des remorques. Ces véhicules sont équipés de moteurs quatre ou six cylindres et ont une charge utile de maximum cinq tonnes[réf. nécessaire] pour les camions, ou une possibilité de traction de onze tonnes[réf. nécessaire] en terrain plat pour les tracteurs. Quatre cents châssis sont vendus à la ville de Londres, où ils sont utilisés pour des bus à impériale par le carrossier Straker & Squire Ltd. Ces mêmes véhicules équipent la ville de Berlin. 
Dès 1914, l'entreprise se concentre sur la production d'un camion militaire standard de trois tonnes de charge utile (Regel-3-Tonner (de)).
En 1915, à la suite d'une demande de l'Oberste Heeresleitung pour un véhicule blindé, un châssis de camion est utilisé pour la réalisation du Büssing A5P. En 1916 et 1917 est produit le tracteur Büssing KZW 1800.  
À la fin de la guerre, Heinrich Büssing prend une participation dans la société en commandite Kommanditgesellschaft qui, en 1922, devient Büssing AG Aktiengesellschaft, société anonyme. 
En 1923, Büssing présente le premier châssis à trois essieux pour camion. Avec cette nouveauté et la gamme de véhicules de ce type, l'entreprise devient le plus important constructeur allemand de poids lourds. 

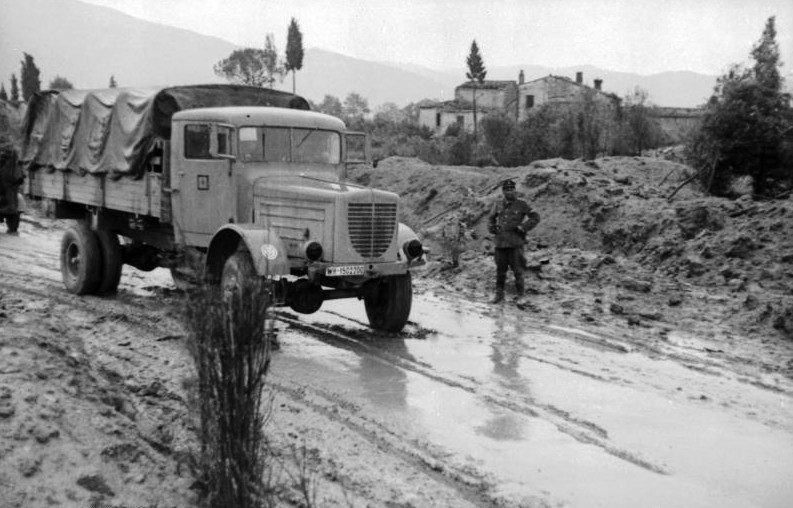
Büssing-NAG 4500.

Le 1er janvier 1931, Büssing AG absorbe le constructeur allemand de voitures particulières NAG et la raison sociale de la société devient "Büssing-NAG". 
Durant la Seconde Guerre mondiale, de 1944 jusqu'en mars 1945, Büssing-NAG, comme beaucoup d'autres entreprises allemandes, utilise les prisonniers des camps de concentration nazis comme main d'œuvre dans toutes ses usines de la zone de Braunschweig. 
Dès la fin de la guerre, la production de véhicules civils reprend avec une gamme de camions de cinq et sept tonnes de charge utile. En 1950, la société change de raison sociale pour se renommer Büssing Nutzkraftwagen GmbH. 
La société clôture l'exercice 1960 en déclarant un bénéfice. C'est la dernière fois. À partir de 1961, les pertes s'accumulent à cause du retard technologique pris et des investissements de recherche et développement dans des secteurs où la concurrence a plusieurs années d'avance.
La plupart des camions dispose de moteurs montés verticalement devant l'essieu avant mais, à partir du milieu des années 1960, avec le lancement du modèle Commodore 16-210, le moteur Diesel est monté horizontalement sous la cabine, devant l'essieu avant, avec la boîte de vitesses placée au milieu du châssis du véhicule. Les pannes et casses sont nombreuses et doivent être prises en garantie aux frais de la société.

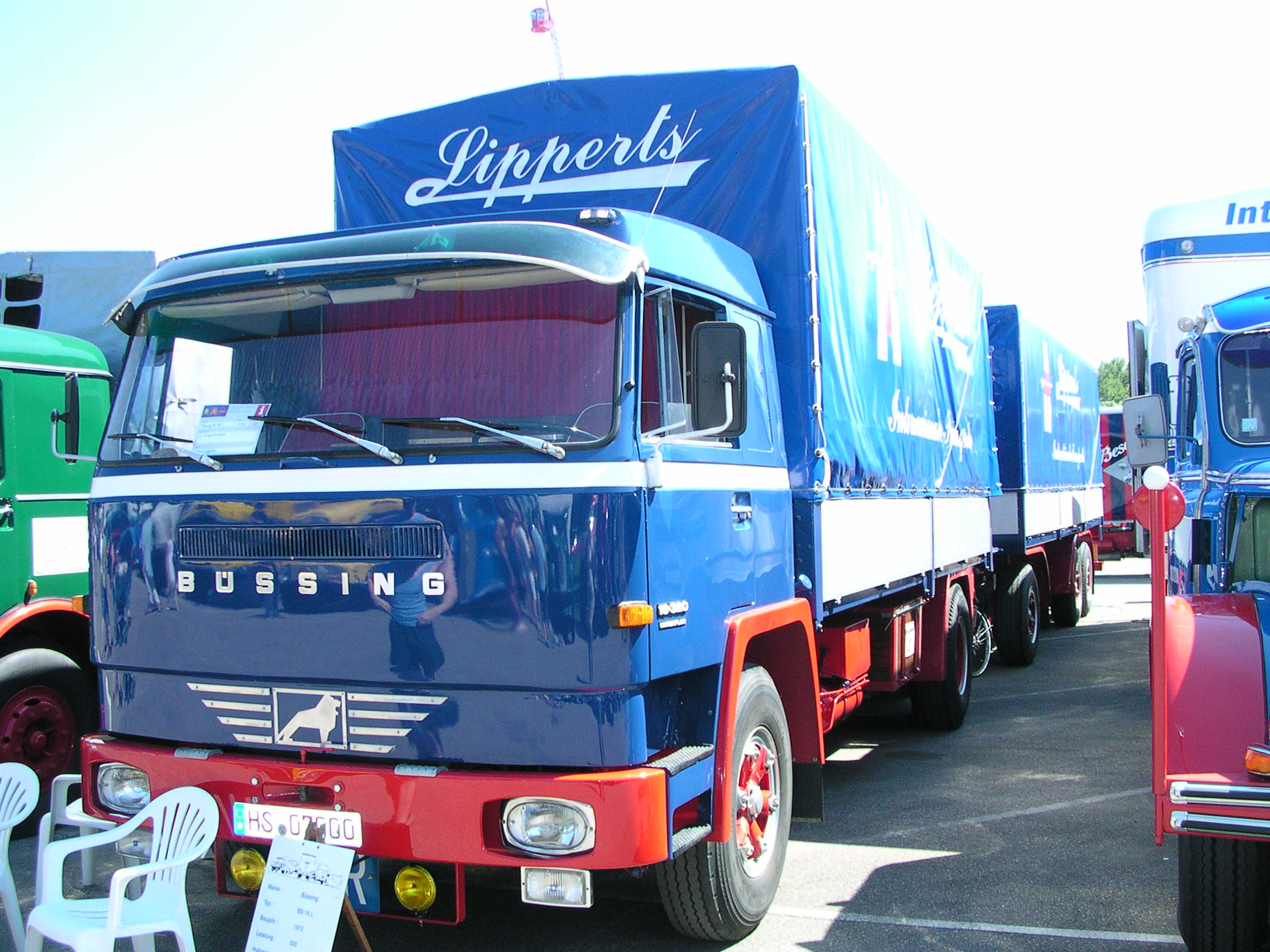
Büssing BS 16 L (1972).

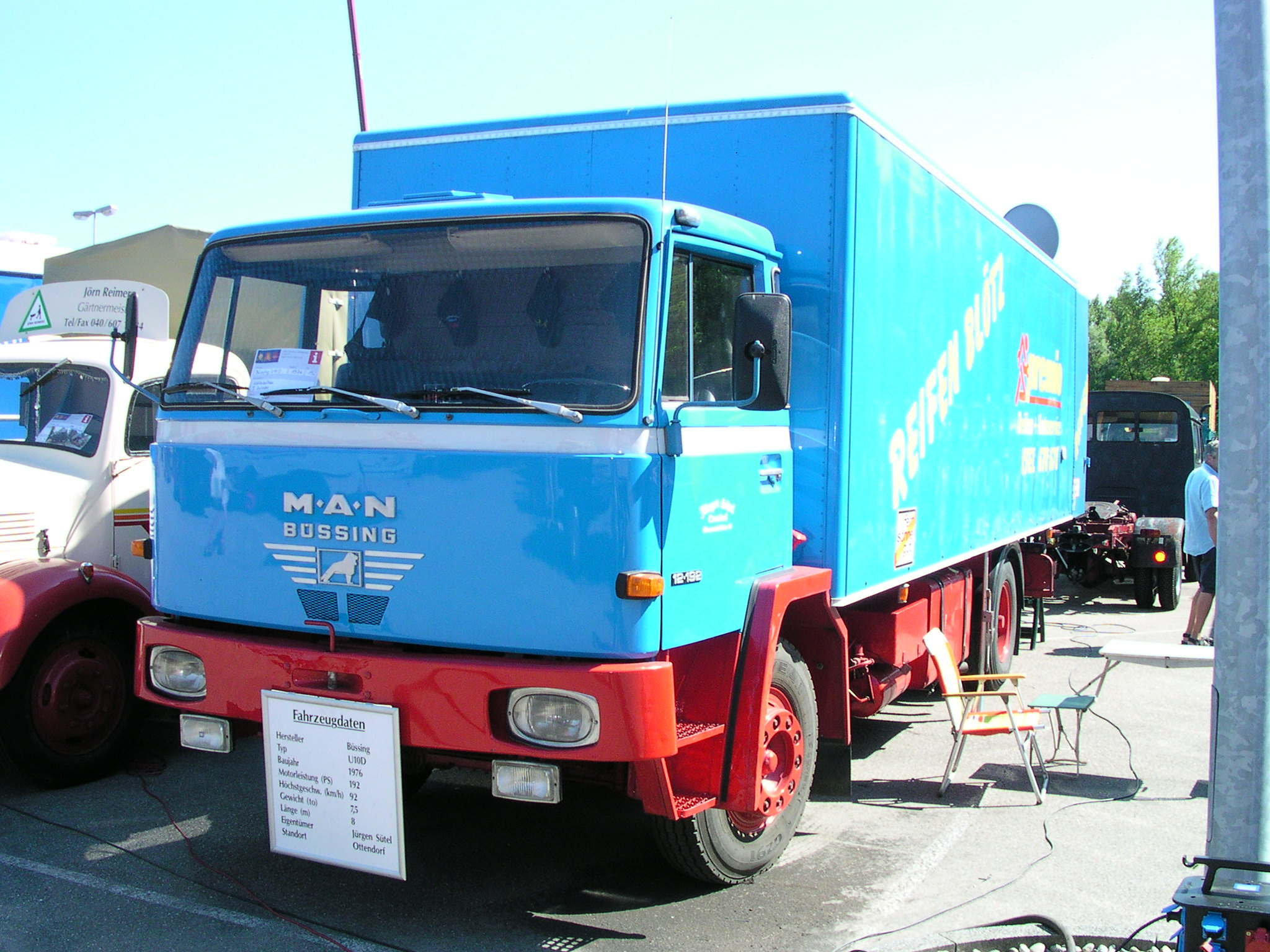
MAN-Büssing U10D.

En 1969, Büssing passe plusieurs accords de coopération avec son concurrent MAN AG qui est un de ses principaux clients et utilisateur de brevets et composants. Une première prise de participation par MAN dans le capital signe la fin de l'indépendance de Büssing qui aboutit en 1971 au rachat complet de Büssing par MAN. Cela permet à MAN d'utiliser le logo au lion de Büssing sur les modèles de sa gamme nommée "MAN-Büssing" dont la production avec des moteurs Büssing se poursuit jusqu'au milieu des années 1980.